# بانو وو (همسر سون جیان)
لیدی وو (درگذشت ۲۰۲)،  نام شخصی ناشناخته، بانوی نجیب چینی، اشراف زاده و پس از مرگ به عنوان ملکه ایالت وو شرقی بود. او همسر جنگ سالار سون جیان بود که در اواخر سلسله هان شرقی چین زندگی می کرد. او از سون جیان چهار پسر و یک دختر به دنیا آورد - سون تسه ، سون کوان ، سون یی ، سون کوانگ و بانو سون . او پس از مرگ به عنوان ملکه وولیه در سال ۲۲۹ توسط پسر دومش سون کوان، که امپراتور بنیانگذار ایالت وو شرقی در دوره سه پادشاهی شد، مفتخر شد.